# 関三喜夫
関 三喜夫（せき みきお、1948年3月13日 - 2001年6月19日）は、千葉県出身の広告ディレクター。

## 概要
東京大学文学部心理学科卒業。在学中は落語研究会に在籍し、会長をつとめる。大学卒業後の1970年、電通に入社する。小田桐昭の部下となり、松下電器などの広告制作に関わる。CMコンクール入賞も多数ある。
電通でおなじく松下を担当していた鏡明とは親交が厚く、共著を刊行している。
電通第2アカウント・プランニング本部第2クリエーティブ・ディレクション局長を務めていた2001年、出張先の上海で急死した。

## 制作担当した主なCM
- 松下電器・クイントリックス（坊屋三郎）
- 松下電器・トランザム（高見山）
- 大日本除虫菊・金鳥どんと（どんとポッチー）
- 大日本除虫菊・キンチョール（トンデレラシンデレラ）
- 富士フイルム（それなりに）

## 著書

### 単著
- わしらが時代の笑害犯（北宋社、1982年6月）
- 笑いの術 九八〇円。（誠文堂新光社、1985年2月）

### 共著
- シンボーズ・オフィスへようこそ PART1 (角川文庫、1985年） 南伸坊、鏡明共著
- シンボーズ・オフィスへようこそ PART2 (角川文庫、1986年）  南伸坊、鏡明共著
- 東京情報コレクション（講談社現代新書、1986年）
- シンボーズ・オフィスへようこそ!【完全版】（フリースタイル、2003年） 南伸坊、鏡明共著